# 1975 год в авиации
Список событий в авиации в 1975 году.

## События
- 22 февраля — первый полёт прототипа штурмовика Су-25.
- 10 апреля —  американский сверхзвуковой стратегический бомбардировщик B-1 «Лансер» входе выполнения испытательного полёта впервые преодолел звуковой барьер.[1].
- 11 июля — первый полёт с полным выпуском и уборкой поплавков экспериментального летательного аппарата, вертикально-взлетающей амфибии ВВА-14, конструкции Роберта Бартини (лётчики Куприянов и Кузнецов).
- 28 августа — первый полёт лёгкого коммерческого вертолёта Robinson R22.
- 16 сентября — первый полёт перехватчика МиГ-31 (лётчик-испытатель А. В. Федотов).
- 26 декабря — начало первых регулярных рейсов сверхзвуковых пассажирких самолётов Ту-144 на авиалинии Москва — Алма-Ата.

## Персоны

### Скончались
- 3 июля — Шахурин, Алексей Иванович, нарком авиационной промышленности (1940—1946), генерал-полковник инженерно-авиационной службы, Герой Социалистического Труда.
- 15 сентября — Сухой, Павел Осипович, советский авиаконструктор, доктор технических наук. Дважды Герой Социалистического Труда (1957, 1965), лауреат Ленинской, Сталинской и Государственных премий, лауреат премии № 1 им. А. Н. Туполева, один из основателей советской реактивной и сверхзвуковой авиации.
- 30 сентября — Чухновский, Борис Григорьевич, советский авиатор, один из первых полярных лётчиков.
- 22 сентября — Александр Евгеньевич Голованов, советский военачальник, главный маршал авиации (19 августа 1944).